# トム・ジケル
トム・マーク・ジケル（英語: Thom Mark Gicquel、1999年1月12日 - ）は、フランスの男子バドミントン選手。BWF世界ランキング最高位は5位。フランス人史上初のBWFワールドツアースーパー1000制覇者。

## 経歴
2017年に男子ダブルスで、トマ・ジュニア・ポポフとペアを組みヨーロッパジュニア王者に輝いた。
シニアレベルになってからは、デルフィン・デルリュとペアを組み混合ダブルスに専念。
2023年の中国オープンでは、準々決勝で世界ランク2位の渡辺勇大 / 東野有紗を破り、そのまま決勝に進出。決勝では徐承宰 / 蔡侑玎に敗れるが、BWFワールドツアー最高峰の大会で準優勝を果たした。
2024年、ヨーロッパ選手権では、決勝で世界ランク10位のマシアス・クリスティアンセン / アレクサンドラ・ボイエを破って優勝した。フランス人として初めてのヨーロッパ選手権王者となった。
2025年のインドネシア・オープンでは、程星 / 張馳やデチャポル・プアヴァラヌクロー / スピサラ・ピュオサンプランを破って優勝。フランス人史上初のBWFワールドツアースーパー1000タイトル獲得となった。